# Oxyvinia wicharti
Oxyvinia wicharti är en tvåvingeart som först beskrevs av Guilherme A.M.Lopes 1953.  Oxyvinia wicharti ingår i släktet Oxyvinia och familjen köttflugor. Inga underarter finns listade i Catalogue of Life.